# 张来斌
张来斌（1961年—），汉族，安徽铜陵人，中华人民共和国教育界人物，教授、博士生导师。华东石油学院毕业，获博士学位。
担任十一届全国政协常务委员、民盟中央常委，2005年到2021年2月任中国石油大学（北京）校长。2008年，当选第十一届全国政协常务委员，代表中国民主同盟，分入第六组。2018年1月，当选第十三届全国政协委员。